# Nautilus (Schiff, 1991)
Die Nautilus ist ein 1991 gebautes Binnenfahrgastschiff der Frankfurter Primus-Linie, die diese für Linien-, Event- und Charterfahrten auf Main, Rhein und Neckar einsetzt.

## Geschichte
Als sein Vater Hans Nauheimer den Betrieb seines Schiffes Vaterland 1991 einstellte und es verkaufte, sah der Reeder der 1974 gegründeten Primus-Linie, Anton Nauheimer, die Lücke im Frankfurter Schifffahrtsbetrieb. Er bestellte bei der Lux-Werft einen großen Neubau, der in Niederkassel unter der Baunummer 122 auf Kiel gelegt und 1991 als Nautilus nach Frankfurt ausgeliefert wurde. Es war das dritte sowie größte Schiff der Reederei und ist seit der Indienststellung ausschließlich für die Primus-Linie in Fahrt.
Wie alle Schiffe der Primus-Linie wird auch die Nautilus wetter- und nachfrageabhängig auf allen Fahrtgebieten und für alle Zwecke eingesetzt: 1996 fuhren die Nautilus und die beiden anderen Schiffe Primus sowie Johann Wolfgang von Goethe nach Bedarf wechselnd im Linienverkehr den Main aufwärts bis Aschaffenburg, mainabwärts bis Mainz und Wiesbaden sowie darüber hinaus bis in das Obere Mittelrheintal oder zum Neckar. Dazu kamen Programmangebote wie Musikfahrten, zu Rhein in Flammen, Candlelight-Dinner, Charterfahrten und ähnliches. Primär wird das Schiff für die täglichen großen und kleinen Rundfahrten in Frankfurt sowie für Eventfahrten genutzt.

## Das Schiff
Die Nautilus ist 50,20 Meter lang und 10,50 Meter breit. Der Tiefgang beträgt 1,26 Meter. Angetrieben wird das Schiff von zwei MAN-Dieselmotoren mit jeweils 300 PS. Das Schiff verfügt über zwei geschlossene Decks, die Platz für 576 Fahrgäste bieten. Dazu kommen weitere 200 Plätze auf dem offenen Sonnendeck.